# Stefano Braschi
Stefano Braschi (* 6. Juni 1957 in Barberino di Mugello) ist ein ehemaliger italienischer Fußballschiedsrichter.

## Sportlicher Werdegang
Braschi war ab 1992 Unparteiischer in Serie A und Serie B, vier Jahre später rückte er auf die Liste der italienischen UEFA- bzw. FIFA-Schiedsrichter auf. Entsprechend leitete er Spiele im Europapokal sowie Länderspiele. Dabei debütierte er bei der Partie zwischen Israel und Deutschland im Februar 1997, die Dariusz Wosz mit seinem Treffer zum 1:0-Endstand in den Schlussminuten im Ramat-Gan-Stadion zugunsten der Gäste entschied. Im folgenden Jahr war er Finalschiedsrichter im Europapokal der Pokalsieger 1997/98, der FC Chelsea holte sich im Råsundastadion gegen den VfB Stuttgart den Titel. Dabei zeigte er zweimal die rote Karte, Dan Petrescu und Gerhard Poschner wurden des Feldes verwiesen. Anfang 2000 war er neben Dick Jol einer von zwei europäischen Vertretern bei der FIFA-Klub-Weltmeisterschaft 2000 und pfiff zwei Gruppenspiele. Im Mai des Jahres übernahm er zudem die Spielleitung im Endspiel um die UEFA Champions League 1999/2000, in einem spanischen Duell setzte sich Real Madrid gegen den FC Valencia mit einem 3:0-Sieg durch.
Auf nationaler Ebene leitete Braschi in der Coppa Italia 1996/97 das Rückspiel zwischen Vicenza Calcio und der SSC Neapel, in der Coppa Italia 1998/99 war er für das Rückspiel zwischen AC Florenz und AC Parma zuständig.
2002 beendete Braschi aus Altersgründen seine aktive Laufbahn und war zu verschiedenen Zeiträumen als offizieller Beobachter für die UEFA tätig. 2003 wurde er für 18 Monate von Aktivitäten im Fußball gesperrt und aus der Schiedsrichtervereinigung Associazione Italiana Arbitri suspendiert, da er ohne Verbandsgenehmigung noch während seiner aktiven Zeit einen Vertrag über eine zukünftige Anstellung beim Zweitligisten AC Siena unterzeichnet hatte. Die FIGC rehabilitierte ihn 2006. Später war er für die Commissione Arbitri Nazionale tätig und leitete zeitweise die nationale Schiedsrichterkommission. 
Eine Teilnahme an einem Endrundenturnier blieb Braschi versagt, hier stand er im Schatten des italienischen Spitzenschiedsrichters Pierluigi Collina. Später wurde er in die Hall of Fame des italienischen Fußballs aufgenommen, 1999 und 2001 war er jeweils – trotz der Konkurrenz Collinas, der zwischen 1997 und 2005 siebenmal triumphierte – als Schiedsrichter des Jahres der Serie A ausgezeichnet worden.